# Non c'hai ragione
Non c'hai ragione è un singolo dei Rats pubblicato nel 1994, primo estratto dall'album Belli e dannati.

## Videoclip
Per la promozione del singolo è stato realizzato un videoclip.

## Tracce
1. Non c'hai ragione – 4:46